# Cristalina (Goiás)
Cristalina es un municipio brasileño del estado de Goiás. Su población estimada en 2018 es de 57 759 habitantes, según el Instituto Brasileño de Geografía y Estadística (IBGE).
Cuatro grandes empresas de la industria de alimentos poseen sus instalaciones en Cristalina.

## Clima
Según la clasificación climática de Köppen, el municipio se encuentra en el clima tropical seco Aw.